# Köszem szultána
Köszem szultána, eredeti nevén Anasztázia Noémi, első háremi nevén Mahpejker (Tínosz, 1589 körül – Isztambul, 1651. szeptember 2.), oszmán szultána a nők szultanátusa idején. 1605–1617 között haszeki szultána, 1623–1651 között válide szultána, 1623–1632, valamint 1648–1651 között az Oszmán Birodalom kormányzója. I. Ahmed szultán felesége, IV. Murád és Ibrahim szultán anyja. Az oszmán történelem legjelentősebb nőalakja Hürrem szultána mellett.

## Élete

### Kormányzósága előtt
Az Oszmán Birodalomhoz tartozó Görögországban, Tínosz szigetén született egy ortodox pap lányaként 1589-ben. Keresztségben kapott neve Anasztázia Noémi volt. Egy bosnyák beglerbég vette meg, és küldte Isztambulba 15 évesen, ahol tanulmányainak megszakítása után 1603-ban I. Ahmed szultán háremébe került. A háremben új nevet kapott, először Mahpejker (Holdvilág), majd Köszem lett a neve. Majd a Valide Handan szultána 1605-ös halálát követően kinevezte haszeki szultánának. Ahmed szultán halála után visszahelyezték a régi palotába, de válide szultánaként visszatért, amikor fia, IV. Murád trónra lépett 1623-ban. Köszem már korán népszerűvé vált jótékonykodása által, valamint híressé tette, hogy szolgáival nyájasan bánt, és felszabadította őket 10 év szolgálati idő után.

### Első kormányzósága
1623-ban válide szultánaként befolyását felhasználva fia, IV. Murád fiatalságának indokán elérte, hogy a birodalom vezetői hivatalosan is az állam kormányzójának ismerjék el. Ezt a posztot 1632-ig tartotta meg. Kormányzósága legalább annyira példátlannak számított a maga idejében, mint egy évszázaddal korábban Hürrem szultána haszekisége. Köszem energikusan irányította a birodalmát. Törvényeket alkotott, reformokat szervezett. A diván ülésein rendszeresen részt vett, még 1632 után is, amikor már nem volt hivatalban kormányzóként.

### Második kormányzósága
IV. Murád 1640-ben meghalt. Ekkor Köszem negyedik fia, Ibrahim került a trónra, aki mentálisan beszámíthatatlannak bizonyult, ezért nem volt alkalmas az egyeduralkodásra. Ez lehetővé tette Köszem számára, hogy a hatalom továbbra is az ő kezében maradjon. Végül Ibrahimot 1648. augusztus 8-án leváltották, majd Köszem bemutatta hétéves unokáját, Mehmedet a divánnak, ezekkel a szavakkal: "Itt van Ő! Lássuk, mit tudunk vele kezdeni!". Ekkor a szultána ismét kikiáltotta magát kormányzónak, és úgy határozott, hogy újra nyíltan fog kormányozni. Ibrahimot még ez év augusztus 12-én meggyilkolták.
Köszem 1651-es haláláig irányította a birodalmat. Hivatalos kormányzói tisztet rajta kívül csak feltételezett gyilkosa, Turhan Hatidzse szultána nyert el ekkor, aki szintén IV. Mehmed, vagyis saját gyermeke oldalán vette át a birodalmat.

### Halála
Hatalmának csúcsán, 1651. szeptember 2-án gyilkolták meg. IV. Mehmed anyja, Köszem menye, Turhan Hatidzse rendelte el meggyilkolását, amikor arról értesült, hogy Köszem az ő és fia eltávolítását szorgalmazza. Egyesek szerint egy fekete eunuch fojtotta meg a háremben egy függönnyel. Az oszmán áruló, Wojciech Bobowski pedig egy informátorra támaszkodva azt állította, hogy a saját hajával, más forrás szerint pedig egy baltára csavart kötéllel fojtották meg.
Holttestét a Topkapı palotából a régi palotába (Eszki Szaraji) szállították, majd férje, I. Ahmed türbéjében temették el. Haláláról értesülve Isztambul háromnapos gyászba borult.

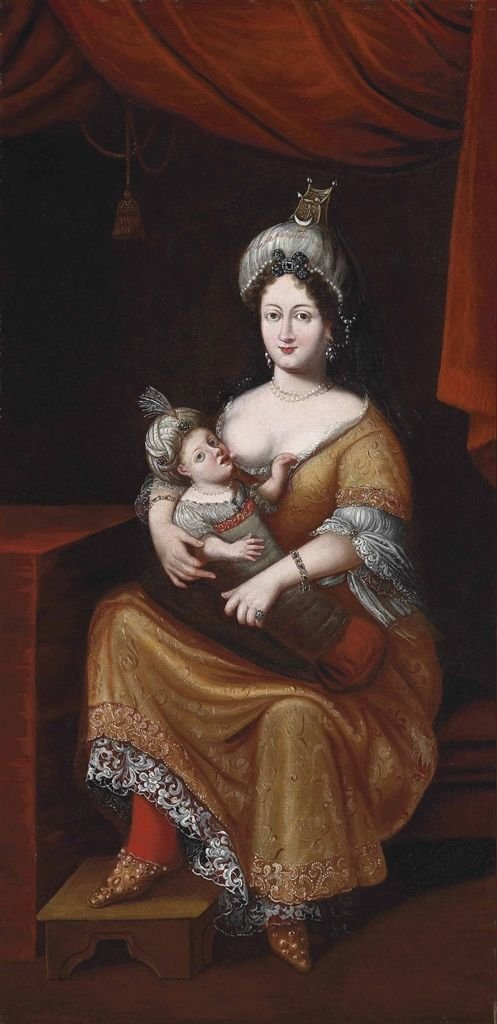
Kszem egyik fiával a keblén
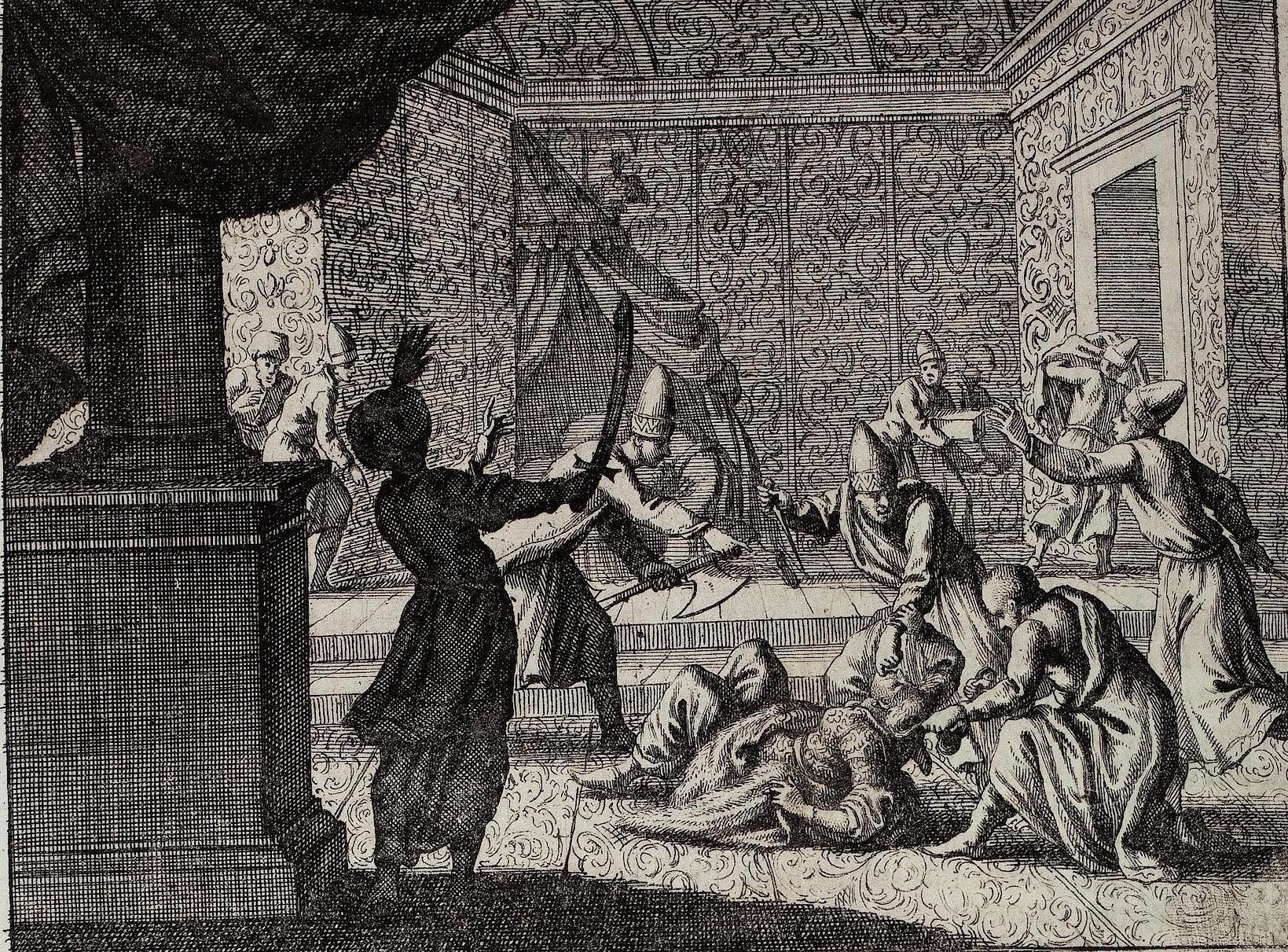
Köszem halála

## Gyermekei
I. Ahmed szultántól hèt gyermeke született.
Fiai

- Mehmed herceg (I.Ahmed szultán fia) (1605–1621), kivégezték II. Oszmán parancsára
- Murád (1612–1640), IV. Murád néven oszmán szultán 1623-tól haláláig
- Kászim herceg (1614–1638), kivégezték IV. Murád parancsára
- Ibrahim (1615–1648), oszmán szultán 1640-től

Lányai

- Ajse (1605–1657)
- Fatma (1606–1670)
- Gevherhán (1607–1636)

## Alakja a kultúrában
Köszem szultána megihlette az utókort: festmények, irodalmi művek készültek a nagy szultánával a középpontban. 
A 2015-ös A szultána című török televíziós sorozatban Anastasia Tsilimpiou, Beren Saat és Nurgül Yeşilçay alakítja Köszemet.
| Előző Szafije  | Az Oszmán Birodalom haszeki szultánája 1605–1617 | Következő I. Ajse         |
| Előző Halime   | Az Oszmán Birodalom válide szultánája 1623–1651  | Következő Turhan Hatidzse |
| Előző nem volt | Az Oszmán Birodalom kormányzója 1623–1632        | Következő önmaga          |
| Előző önmaga   | Az Oszmán Birodalom kormányzója 1648–1651        | Következő Turhan Hatidzse |

## Fordítás
- Ez a szócikk részben vagy egészben  a   Köszem Sultan című angol Wikipédia-szócikk ezen változatának fordításán alapul.  Az eredeti cikk szerkesztőit annak laptörténete sorolja fel. Ez a jelzés csupán a megfogalmazás eredetét és a szerzői jogokat jelzi, nem szolgál a cikkben szereplő információk forrásmegjelöléseként.